# Крёйзе, Тис
Тис Крёйзе (нидерл. Ties Kruize, 17 ноября 1952, Гаага, Нидерланды) — нидерландский хоккеист (хоккей на траве), полузащитник, чемпион мира 1973 года, чемпион Европы 1983 года.

## Биография
Тис Крёйзе родился 17 ноября 1952 года в нидерландском городе Гааге.
Играл в хоккей на траве за «Гаагу», в которой дебютировал в 1967 году в возрасте 15 лет, и «Клейн Звитсерланд» из Гааги. В составе «Клейн Звитсерланд» восемь раз подряд был чемпионом Нидерландов (1977—1984), дважды выигрывал Кубок европейских чемпионов (1979, 1981). В сезоне-1980/1981 забил 57 мячей в 18 матчах чемпионата страны, этот рекорд не побит до сих пор.
В 1972 году вошёл в состав сборной Нидерландов по хоккею на траве на Олимпийских играх в Мюнхене, занявшей 4-е место. Играл на позиции полузащитника, провёл 9 матчей, забил 17 мячей (по четыре в ворота сборных Польши и Кении, три — Австралии, по два — Новой Зеландии и Мексике, по одному — Великобритании и Индии). Стал лучшим снайпером турнира.
В 1973 году в составе сборной Нидерландов завоевал золотую медаль на чемпионате мира в Амстелвене. С 9 мячами стал лучшим снайпером турнира.
В 1975 году с 7 мячами стал лучшим снайпером чемпионата мира в Куала-Лумпуре вместе с пакистанцем Манзур-улом Хассаном и поляком Стефаном Отулаковским. В том же году попал в серьёзную автомобильную аварию. Его бедренная кость была раздроблена, зазор достигал 10 сантиметров. Несмотря на то что врачи сомневались в его возвращении в спорт, через полтора года вновь вышел на поле.
Дважды был победителем Трофея чемпионов — в 1981 году в Карачи и в 1982 году в Амстелвене.
В 1983 году завоевал золотую медаль чемпионата Европы в Амстелвене.
В 1984 году вошёл в состав сборной Нидерландов по хоккею на траве на Олимпийских играх в Лос-Анджелесе, занявшей 6-е место. Играл на позиции полузащитника, провёл 7 матчей, забил 3 мяча (по одному в ворота сборных Канады, Новой Зеландии и Пакистана).
В 1971—1986 годах провёл за сборную Нидерландов 202 матча, забил 167 мячей.
Крёйзе отличался скоростью и хорошим ударом при розыгрышах штрафных угловых. В числе хоккеистов, которые вызывали у него восхищение, называл индийца Ашока Кумара, западного немца Ули Фоса, австралийца Рика Чарльзуорта и нидерландца Тёна де Нойера.
По окончании игровой карьеры работал в «Клейн Звитсерланд», был председателем клуба.

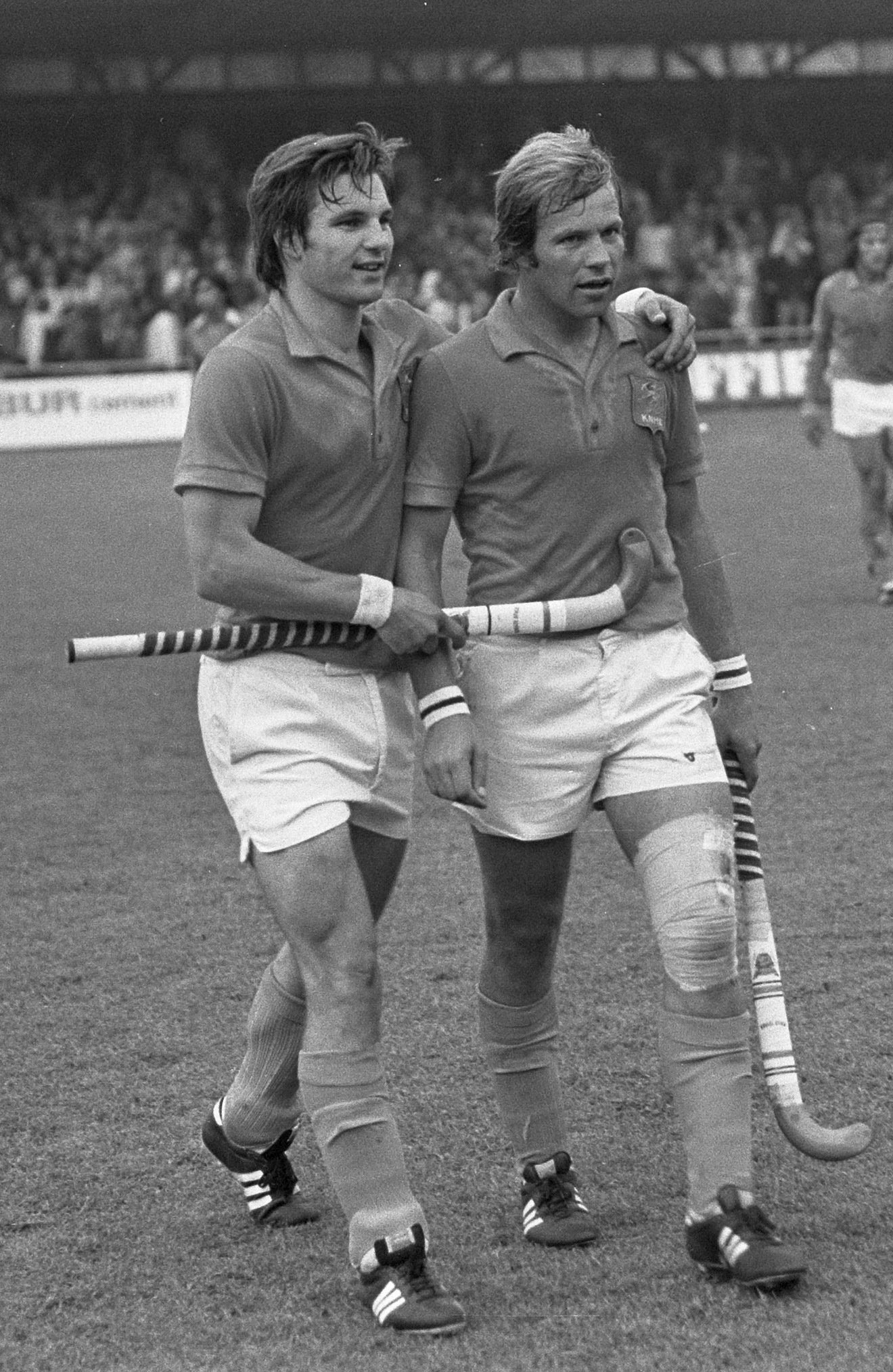
Хоккеисты сборной Нидерландов Тис Крёйзе (слева) и Франс Спитс после матча с Малайзией на чемпионате мира 1973 года

## Семья
Тис Крёйзе — член хоккейной династии. Отец Рупи Крёйзе (1925—1992) выступал за сборную Нидерландов по хоккею на траве, в 1948 году завоевал бронзу на летних Олимпийских играх в Лондоне, в 1952 году — серебро на летних Олимпийских играх в Хельсинки. Впоследствии был главным тренером сборной.
Братья Ханс Крёйзе (род. 1954) и Хидде Крёйзе (род. 1961) выступали за сборную Нидерландов. Ханс участвовал в летних Олимпийских играх 1976 и 1984 годов, Хидде — 1984 и 1988 годов. Хидде Крёйзе завоевал в 1988 году бронзовую медаль.
Сестра Элске Дейкстра-Крёйзе (1956—2008) также играла за женскую сборную Нидерландов, но в 19 лет была вынуждена завершить карьеру после пересадки почки. Впоследствии работала стоматологом.
Дядя Геррит Крёйзе (1923—2009) эмигрировал в США и в 1956 году играл за американскую сборную на летних Олимпийских играх в Мельбурне. Тётя Тиса Крёйзе, сестра Рупи и Геррита, также выступала за сборную страны.
Женат, есть две дочери и сын.